# Fratelli in affari: una casa è per sempre
Fratelli in affari: una casa è per sempre (Property Brothers: Forever Home) è un docu-reality statunitense, in onda dal 2019 su HGTV e trasmesso in Italia da Cielo.

## Format
La trasmissione segue l'attività dei gemelli Jonathan e Drew Scott, nella loro missione di aiutare le coppie o le famiglie, nella ristrutturazione della propria casa. In ogni episodio, i proprietari delle abitazioni, stabiliscono un budget per il rinnovamento della propria abitazione che i due fratelli dovranno rispettare.

## Episodi
| Stagione         | Puntate | Prima TV Usa | Prima TV Italia |
| ---------------- | ------- | ------------ | --------------- |
| Prima stagione   | 14      | 2019         | 2020            |
| Seconda stagione | 14      | 2019-2020    | 2020            |
| Terza stagione   | 12      | 2020         | 2021            |
| Quarta stagione  | 9       | 2020-2021    | Inedita         |

### Stagione 1
| nº | Titolo (statunitense)            | Prima TV USA | Prima TV Italia |
| -- | -------------------------------- | ------------ | --------------- |
| 1  | Food and Family                  | 2019         | 2020            |
| 2  | Dream Home in the Vegas Suburbs  | 2019         | 2020            |
| 3  | Fostering an Upgrade             | 2019         | 2020            |
| 4  | Family Friends                   | 2019         | 2020            |
| 5  | Suburban Vegas Upgrade           | 2019         | 2020            |
| 6  | Las Vegas Classic                | 2019         | 2020            |
| 7  | JD and Annalee                   | 2019         | 2020            |
| 8  | Big House, Awkward Layout        | 2019         | 2020            |
| 9  | Keep the Charm, Not the Layout   | 2019         | 2020            |
| 10 | Four Generations and Counting    | 2019         | 2020            |
| 11 | Raise the Kids, Ignore the House | 2019         | 2020            |
| 12 | House Proud                      | 2019         | 2020            |
| 13 | Family Home Refresh              | 2019         | 2020            |
| 14 | Changing It Up for Teenagers     | 2019         | 2020            |

### Stagione 2
| nº | Titolo (statunitense)            | Prima TV USA | Prima TV Italia |
| -- | -------------------------------- | ------------ | --------------- |
| 1  | Forever Home Family Tradition    | 2019         | 2020            |
| 2  | Marrying the Old and the New     | 2020         | 2020            |
| 3  | Starter House to Dream Home      | 2020         | 2020            |
| 4  | Miracle House to Forever Home    | 2020         | 2020            |
| 5  | Hammer, Hammer, Pedal, Pedal     | 2020         | 2020            |
| 6  | Rescued Into a Forever Home      | 2020         | 2020            |
| 7  | Hand-me-down Forever Home        | 2020         | 2020            |
| 8  | A Forever Home for Two           | 2020         | 2020            |
| 9  | Marrying the Old and the New     | 2020         | 2020            |
| 10 | Everyone's Welcome               | 2020         | 2020            |
| 11 | Come on Over                     | 2020         | 2020            |
| 12 | New Lease on Life                | 2020         | 2020            |
| 13 | Change the House, Not the School | 2020         | 2020            |
| 14 | Sally & David                    | 2020         | 2020            |

### Stagione 3
| nº | Titolo (statunitense)               | Prima TV USA | Prima TV Italia |
| -- | ----------------------------------- | ------------ | --------------- |
| 1  | From Chaos to Calm                  | 2020         | 2021            |
| 2  | Forty-year Home                     | 2020         | 2021            |
| 3  | Out Of The Past and Into The Future | 2020         | 2021            |
| 4  | A Forever Home for Avery            | 2020         | 2021            |
| 5  | The New Hub of the Hood             | 2020         | 2021            |
| 6  | A Home fit for Superheroes          | 2020         | 2021            |
| 7  | Healthy Ever After                  | 2020         | 2021            |
| 8  | Old Neighborhood, New House         | 2020         | 2021            |
| 9  | Family Heriloom Home                | 2020         | 2021            |
| 10 | New Family, New Floor Plan          | 2020         | 2021            |
| 11 | With Neighbors this Good            | 2020         | 2021            |
| 12 | Move in Ready                       | 2020         | 2021            |

### Stagione 4
| nº | Titolo (statunitense)         | Prima TV USA | Prima TV Italia |
| -- | ----------------------------- | ------------ | --------------- |
| 1  | Building the Nest             | 2020         | Inedita         |
| 2  | Home Run Reno                 | 2020         | Inedita         |
| 3  | So Much Love to Give          | 2020         | Inedita         |
| 4  | Buying Mom and Dad's House    | 2020         | Inedita         |
| 5  | Honoring Lola                 | 2020         | Inedita         |
| 6  | Forever Home for the Holidays | 2020         | Inedita         |
| 7  | A Fresh Start                 | 2020         | Inedita         |
| 8  | Teenager in the House         | 2020         | Inedita         |
| 9  | Do it for the Kids            | 2021         | Inedita         |